# ボストン・ブルーインズ
ボストン・ブルーインズ（Boston Bruins）は、アメリカ合衆国マサチューセッツ州ボストンを本拠としているナショナルホッケーリーグ（NHL）所属のプロアイスホッケーチームである。

## 歴史

### 第二次大戦前
1924年、ボストンで食料雑貨販売業を営む有力者のチャールズ・アダムス (Charles Adams) の勧めにより、NHL はアメリカ合衆国にもチームを拡大することを決定した。長い間、ホッケーが盛んであったボストンがNHL の新チームを受け入れるのは極めて自然なことであった。アダムス一族は、この後50年間に渡ってブルーインズと名付けられたチームを所有した。最初の年には、リーグで最下位の成績であったが、圧倒的なファンの支持を集めた。当時のチームカラーの茶色と金色（後年に黒色と金色に変更される。）は、アダムスの営む食料品チェーン店に由来するものであった。
チーム発足後わずか3年目の1926-1927シーズンに、チームの運命は変転する。抜け目のないチームマネージャーのアート・ロス (Art Ross) が、ウェスタン・ホッケーリーグ (Western Hockey League) の解体という状況を活かし、同リーグに所属した有力選手を相次いで獲得したのである。これらの選手の中には、チーム初の偉大なるスター選手でディフェンスの エディ・ショア (Eddie Shore) が含まれていた。この年には、スタンレー・カップ決勝にまで進出し、オタワ・セネターズに敗れはしたものの、その2年後には、エディ・ショア、ハリー・オリバー (Harry Oliver)、ダッチ・ゲイナー (Dutch Gainor) そしてスーパースターとなったゴーリーのタイニー・トンプソン (Tiny Thompson) の活躍に支えられ、ニューヨーク・レンジャースを撃破し、カップ初優勝を達成した。その後1929-1930シーズンには、プルーインズは当時のNHL記録となるレギュラーシーズン最高勝率（0.875）の成績を残したが、カップ決勝ではモントリオール・カナディアンズに敗れた。
1930年代を通じて、何シーズンかの例外を除けば、ブルーインズはショア、トンプソン、ディット・クラッパー (Dit Clapper)、ベイブ・シーバート(Babe Siebert)、コーニー・ウェイランド(Cooney Weiland)ら傑出した選手の力により好成績を残したが、2度目のスタンレーカップを獲得するには、1938-1939シーズンを待たねばならなかった。その年、アート・ロスは、トンプソンを放出し未知の新人ゴーリーのフランク・ブリムセク(Frank Brimsek)を獲得するという、ホッケーをよく知るものにとっては暴挙ともいえるチーム改造を行った。
「ミスター・ゼロ ("Mr. Zero")」の異名を持つブリムセクは、ルーキーイヤーにおいてリーグに衝撃をもたらし、センターの ミルト・シュミット(Milt Schmidt)、左ウイングのボビー・バウワー(Bobby Bauer)、右ウイングのウッディ・デュマート (Woody Dumart)らのいわゆる“ドイツ軍団”やゲームメーカーのビル・コーリー(Bill Cowley)、ショア、クラッパーそして予想外のサドンデス・ゴール連発（プレイオフで延長ゴールを3つも決めた。）により英雄となったメル・ヒル(Mel Hill)らに混じって堂々の主役を演じ、ブルーインズはカップ優勝を飾った。
翌年度ショアはニューヨーク・アメリカンズにトレードされ、彼にとってNHL最後のシーズンを同チームで送った。しかしショアがチームを去ったにもかかわらず、ブルーインズはレギュラーシーズンで僅か8敗と驚異的な結果を残し、新コーチウェイランド(Weiland)の下、コーリー、“ドイツ軍団”、ブリムセクらの大活躍によりチーム3度目のスタンレー・カップ優勝を果した。

### 第二次大戦中及びオリジナル・シックス時代
不幸にして、第二次世界大戦が勃発すると、ブルーインズの戦力は、他のライバルチームよりもさらに衰退することとなった。ブリムセク、シュミット、デュマート、バウアーらは、1941年のシーズンを最後にすべて兵役に就き、選手として最も油の乗った時期を戦争によって失った。コーリーはクラッパーやバシャー・ジャクソン(Busher Jackson)らベテラン選手に支えられて、残されたチームのスターとなった。1943-1944シーズンには、NHL 自体が6チーム（後の時代には、誤って「オリジナル・シックス」チームと呼称される。）まで絞り込まれ、有能な選手の数が極端に減少して、ブルーインズのハーブ・カイン (Herb Cain) 選手が当時のNHL新記録となるシーズン82ゴールを上げるなど、シーズン全体が大味なものとなった。この年、ブルーインズはプレイオフ進出を果せず、カインはこの2年後チームを去った。
1945-1946シーズン、チームは復調を遂げ、新コーチ、クラッパーの指揮下でこの後連続4年プレイオフに進出した。しかし、不幸なことに復員した Brimsek  に往時の力を望むすべなく、1946年以後3年連続で第1ラウンドで敗退することとなり、コーチ、クラッパーはチームから更迭される形となった。また、若手有力選手のドン・ガリンジャー(Don Gallinger)が私生活におけるギャンブルの問題で追放され、残された若手有望株がジョニー・ピアソン（Johnny Peirson:1970年代にチームのテレビ解説者となる。）のみになってしまうなど暗雲も漂い始めた。
それから後のブルーインズは、例えば、スタンレーカップ決勝に進出した1952-1953、1956-1957、1957-1958（いずれもモントリオール・カナディアンズに敗退）などいくらかのシーズンでは光彩を放ったものの、1941年以降およそ四半世紀に渡ってスタンレー・カップの優勝から遠ざかることとなるのである。
また、カナディアンズ、トロント・メープルリーフス、デトロイト・レッドウィングスの3強豪がリーグを支配していた1947年から1967年までの間、ブルーインズはたった4期しか上手く行ったといえるシーズンはなかった。1960年から1967年まで8期連続で、プレイオフ進出を逃した。しかし、ファンの支援は高く、長年プロバスケットボールの世界チャンピオンとして君臨したボストン・セルティックスの人気をも凌ぐほどであったともいわれている。
この期間、ボストン・ブルーインズの若手選手養成制度は、他の5チームと比較して余裕がなく、不十分なものであったともいわれる。ボストン・ブルーインズは補強のため他チームにプロテクトされていない選手を探し、1958-1959シーズンには、NHL初の黒人選手ウィリー・オリー(Willie O'Ree)と契約を結んだ。また、1962-1963シーズンには、1960年スコーバレー冬季オリンピックで金メダルを獲得したアメリカ合衆国ナショナルホッケーチームからトミー・ウィリアムス (Tommy Williams) を獲得した（ウィリアムスは、当時NHL唯一のアメリカ人選手であった。）。

### エクスパンション時代、「ビッグ、バッド、ブルーインズ」
1960年代後半になると、様相が一変する。ブルーインズは、1966-1967シーズンのドラフトで、後年史上最高のディフェンス選手と多くの者から目されることになる若き日のボビー・オア (Bobby Orr) を入団させた。また、史上最も一方的といわれるシカゴ・ブラックホークスとのトレードで、フィル・エスポジト (Phil Esposito)、ケン・ホッジ (Ken Hodge)、フレッド・スタンフィールド (Fred Stanfield) を移籍加入させた。
ホッジとスタンフィールドは、ボストンで期待どおりの活躍を見せたが、それにもましてエスポジトは、NHL選手としては初のシーズン100ゴールを突破した他、数々のゴール・ポイント記録を打ち立て、屈指の点取り屋としての才能を開花させた。ホッジやデレク・サンダーソン (Derek Sanderson) は、チームメートのウイング、ジョニー・ビュサイク (Johnny Bucyk) やジョン・マッケンジー (John McKenzie) らに加わり、ダラス・スミス (Dallas Smith)といった堅実なディフェンスやゴーリーの Gerry Cheevers を併せて、1960年代後半から1970年代にかけて、チームは、リーグ屈指の強豪として君臨する。この当時、乱暴で粗野なプレーにNHL史上でも類を見ない圧倒的な攻撃力を組み合わせた、ボストン・ブルーインズの通り名は、「ビッグ、バッド、ブルーインズ ("Big, Bad Bruins"、（注）破裂音 B の頭韻を踏んでいる。)」であった。
1969-1970シーズン、ブルーインズはセントルイス・ブルースを第4戦で破り、29年ぶりにスタンレー・カップを獲得する。この第4戦では、ボビー・オアは延長戦で決勝ゴールを決めた。このゴール後における、オアが勝利の喜びで腕を突き上げながら、空中を舞うシーンを収めた写真は、今日でもプロホッケーに関する写真の中でも相当に有名なものとなっている。
1971年は、ボストン・ブルーインズにとってある意味1970年代最高点に達した年であった。ブルーインズの支配力は大洪水のように圧倒的なもので、数十にも上る攻撃面での得点記録の更新に及んだ。リーグ得点の10傑には、ブルーインズの選手が7人も名を連ね（2005年現在で最高記録）、シーズン最多勝を記録、さらには1969年以前にはNHLで一人も出なかった100ポイント獲得選手をこの年4人も輩出した。この4人（オア、エスポジト、ビュサイク、ホッジ）は、揃ってオールスター戦の第1チームに選出された（この偉業は、エクスパンション時代では、ほかに1977年のモントリオール・カナディアンズのみが達成している。）。こうしてブルーインズは、カップ連覇に向けて準備万端であるかのように見えたが、プレイオフで思わぬつまずきをした。準々決勝の対モントリオール・カナディアンズ戦（カナディアンズのゴーリーは新人のケン・ドライデン、第2試合で一時5対1とリードしていたブルーインズは、7対5とまさかの逆転負けを喫したのである。これ以後、このシリーズで二度と立ち直ることなく、第7戦でカナディアンズに敗れ去った。
翌1972年、チームは前年ほどに圧倒的とはいえなかったが（それでも、前年に比べわずか3ポイント劣るのみ）、プレイオフでは再び栄光に包まれた。スタンレー・カップ決勝では第6試合で、オアの大活躍もあってニューヨーク・レンジャースの猛追をかわした（2010-2011シーズンまでは、これがボストン・ブルーインズの最も直近のカップ優勝となっていた）。
ブルーインズは、1970年代を通じて（Cheevers、マッケンジー、サンダーソンらのスター選手の WHA への移籍はあったものの）リーグで優位を占めたが、プレイオフでの成績はいまひとつであった。1973-1974シーズンには、エスポジト、オア、ホッジの100ポイント・トリオを揃えながら、荒っぽいフィラデルフィア・フライヤーズに決勝で破れた。
1974-1975シーズンには、派手なドン・チェリー (Don Cherry) が引退し、新コーチに就任した。チェリーの指揮下にあった時代のブルーインズは、依然としてエンフォーサー（ラフプレーヤー）がたくさんおり、また、技巧者グレッグ・シェパード (Gregg Sheppard)、荒くれ者のテリー・オライリー (Terry O'Reilly)や点取り屋の Peter McNab らに支えられ、いわゆる"Lunch Pail A.C." として他チームからは恐れられた。
しかし、ボビー・オアの場合はそうはいかなかった。。1975-1976シーズン終了後チームを去り、シカゴ・ブラックホークスに移籍した。そして、数度のひざの手術を経て1979年に引退した。
ブルーインズは、オアを失ったが、シーズン初期の電撃トレードによってニューヨーク・レンジャースから Jean Ratelle とともに偉大なブルーライナー、ブラッド・パーク (Brad Park) を獲得し（このトレードは、フィル・エスポジトのレンジャース移籍を見越したものであった。）、プレイオフ準決勝に進出したが、フィラデルフィア・フライヤーズに敗れ去った。
1977年には、Cheevers が WHA からチームに再入団を果し、ブルーインズは準決勝でフライヤーズを下すが、決勝ではモントリオール・カナディアンズに敗退した。1978年にも、これと同様の展開が繰り返された。
1978-1979シーズンの準決勝、対モントリオール・カナディアンズ戦ではついに、コーチ、チェリーの無策ぶりが露呈することとなった。天王山の第7戦、1点差でリードしていたブルーインズは、第3ピリオドの後半でメンバーオーバー（Too many men on the Ice）の初歩的な反則を犯してしまう。キルプレーとなったブルーインズは、同点ゴールを決められ、さらに延長戦で敗北した。

### 1980-1990年代
ブルーインズのフロントが、チェリーのずけずけいう物言いを忌避したこともあって、次シーズン以降に新コーチとして、引退した Cheevers  が招聘され、さらにはレイ・ボーク (Ray Bourque) が加入した。NHL史上でも最高のディフェンス選手と謳われたレイ・ボークは、コロラド・アバランチへトレードされスタンレー・カップ優勝に一役買ったこともあるが、もとはブルーインズで20年以上にも渡ってチームの顔として活躍した選手であった。
1980年代を通じて、ブルーインズは、パーク、ボーク、リック・ミドルトン (Rick Middleton) らを擁して毎年プレイオフに参戦し、特に1982-1983シーズンにはリーグ最高成績を残したが、プレイオフでの成績は芳しくはなかった。
しかし、1980年代後半にチームは再び往時の勢いを取り戻した。ボークに加え、負けん気の強いカム・ニーリー (Cam Neely)、キース・クラウダー (Keith Crowder)、ドン・スウィーニー (Don Sweeney)らの活躍で、ついに1987-1988シーズンにブルーインズは、エドモントン・オイラーズとのカップ決勝戦に進出した。
ブルーインズは4連敗で敗北したが、第4試合で珍事があった。第2ピリオドで試合会場のボストンガーデンの照明が切れたため、この試合はキャンセルされ、エドモントンに試合会場が移されたのである。
1989-1990シーズン、ニーリー、ボーク、クレイグ・ジャニー (Craig Janney)、チーム得点王のボビー・カーペンター (Bobby Carpenter)、ゴーリーを分担したアンディ・ムーグ (Andy Moog)、Rejean Lemelin らを擁して、ブルーインズはカップ決勝に進出したが、またもエドモントン・オイラーズに敗北する。
1990年代に入ると、ブルーインズは全くいいところがなかった。アダム・オーツ、リック・トケット (Rick Tocchet)、ジョゼフ・スタンペル (Jozef Stumpel)ら有力選手を獲得するも、1992年（2年連続カンファランス決勝でピッツバーグ・ペンギンズに敗退）以降プレイオフ第2ラウンドを通過できたことはなかった。
1996-1997シーズンは、30年ぶりにプレイオフ進出を逸した（なお、ブルーインズは北米メジャープロスポーツにおけるプレイオフへの連続出場記録（2005年現在）を保持している。）。
1990年代には、ブルーインズの本拠地が 数々の伝説がつくられたボストン・ガーデンからフリート・センター (Fleet Center) に移転された。チーム史上でブルーインズ最大の好敵手といえるのは、モントリオール・カナディアンズと言えようが、この時代になるとカナディアンズの力の衰えから、長年のライバル関係にも陰りが見られるようになった。

### 2000年代前半
新世紀を迎えても、ブルーインズはあまりよいスタートを切れなかった。2000-2001シーズン、前シーズンよりもポイント数では15ポイント上回る成績を残したものの、ブルーインズはプレイオフ進出を逃した。この年の88ポイントは、パット・バーンズ (Pat Burns)、マイク・キーナン (Mike Keenan) 両コーチに率いられた第8位のカロライナ・ハリケーンズとタイであった。
翌2001-2002シーズンには、チームの獲得ポイントは前年を13ポイント上回り、1992-1993シーズン以来の北東地区第1位に輝いた。また、ジョー・ソートン(Joe Thornton)、セルゲイ・サムソノフ(Sergei Samsonov)、ブライアン・ロルストン(Brian Rolston)、ビル・ゲリン (Bill Guerin)、新人のグレン・マレー(Glen Murray) らが強固なチームの核となった。しかし、このレギュラーシーズンでの好調もプレイオフまで持続せず、この年第8位の弱小カナディアンズに対し第6試合で苦杯を舐めた。バイロン・デフォー(Byron Dafoe)がプレイオフでもがき苦しんだように、ゴーリーの不出来が大問題であった。
2002-2003シーズンにも、チームに大きな改善は見られず脆弱なゴーリーをもって試合に臨まざるを得なかった。シーズンの大半を、好不調の波が激しいスティーブ・シールズ(Steve Shields)と 経験不足のジョン・グラハム(John Grahame)の交替で乗り切ろうとしたが、中盤にトレードでベテランのジェフ・ハケット(Jeff Hackett)を獲得した。この補強によって幾分の改善も見られたが、チームの問題を根治するまでには至らなかった。ブルーインズは、第7位で終わり、この年のスタンレー・カップ優勝チーム ニュージャージー・デビルスに第5試合で敗退した。
2003-2004シーズンは、2人のルーキーが鍵となる働きを見せて、幾分異なる年となった。チームは、依然として強固なゴーリーを獲得することができずに、フェリックス・ポトバン(Felix Potvin)ら不安定な選手のままでシーズンをスタートした。ポトバンは序盤こそ堅実さを見せたが、じきにもたつきを見せたため、チームはルーキーのアンドリュー・レイクロフト(Andrew Raycroft)を先発ゴーリーとせざるを得なかった。レイクロフトは非凡さを示し、ついにブルーインズはゴーリーの問題を解決をすることができた。レイクロフト、ソーントン、サムソノフ、Rolston、マレー、マイク・クヌブル(Mike Knuble)、Nick Boynton そして新人の Patrice Bergeron の活躍によってブルーインズは地区第1位の成績を収めた。ブルーインズは5年ぶりの第2ラウンド進出を期して、ライバルのモントリオール・カナディアンズとのシリーズに3勝1敗とリードしていた。しかし、カナディアンズはここから信じられない3連勝をし、ブルーインズをまたも奈落の底に落とした。もっとも、チームは過去3年間で5人もコーチを交代させた後に、やっと適任とおもわれるマイク・サリバン(Mike Sullivan)を得ることができた。
2004-2005シーズンは、ストライキのため全試合が中止された。これにより、2005-2006シーズンから導入されるサラリーキャップ制度において大きな枠を持つブルーインズにとって、有利に働くと考えられている。
2005-2006シーズン、チームはジョー・ソートン、セルゲイ・サムソノフといった主力選手を次々に放出した。ソートンは当該シーズンにハートトロフィー（リーグMVP）、サムソノフは移籍後活躍しオイラーズをスタンレーカップファイナルに導いたことも批判の大きな原因となった。更に、ブライアン・リーチ (Brian Leetch) 、アレクセイ・ザムノフ(Alexei Zhamnov)ら大物ベテランも活躍が芳しくなく（2選手共このシーズン限りで引退している）、チームはカンファレンス13位（リーグ26位）に終わり、プレイオフ進出を逃した。この成績不振が元で、GMのマイク・オコネルは解雇され、ピーター・シラーリ (Peter Chiarelli) が新GMに就任した。一方で、これらの選手放出は現在のチーム構成にとって必要であったという指摘もされている。（ソートンの放出によって余裕が出たサラリーキャップのおかげでチャラ、フィーレンス、コバスー、スタームといった現在の主力のフリーエージェントとサインできた点、サムソノフの交換で得た2006年2巡目ドラフト指名権で得たのがルチッチにあたる点が挙げられる。）GKレイクロフトが安定しなかった誤算も大きかった。シーズン途中からは、ティム・トーマス (Tim Thomas) とハヌ・トイボネン (Hannu Toivonen) にレギュラーポジションを譲ることになった。レイクロフトはシーズン後にトロントへ移籍した。
2006-2007シーズンから、Peter Chiarelli（GM）が指導する新体制の下で建て直しを図ることになった。マイク・サリバンに代わり、デトロイトを2シーズン指揮したデーブ・ルイス(David Lewis)をヘッドコーチに迎え入れ、フリーエージェントでジデノ・チャラ (Zdeno Chara) とマーク・サバード(Marc Savard)、ドラフト1巡目（全体5位）でフィル・ケセル(Phil Kessel)という新体制下における攻守の要を獲得した。一方、このシーズンの成績は奮わず、ノースイーストディビジョン最下位（イースタンカンファレンス13位）に終わってしまう。急造チームに対する同情の声も多く聞かれたが、この1シーズン限りでデーブ・ルイスは解任され、新任としてデビルズを好成績に導きながらもプレーオフ直前に解雇されたクロード・ジュリエン (Claude Julien) がヘッドコーチに就任した。

### 強豪ブルーインズの復活
2007-2008シーズンはジュリエン体制下で若手が伸び、ミラン・ルチッチ(Milan Lucic)、デイビット・クレイチ(David Krejci)といった選手がロースターに入り、頭角を現し始める。プレーオフにイースタンカンファレンス8位で進出し、このシーズン一度もレギュラーシーズンで勝てなかったモントリオール・カナディアンズとプレーオフ1回戦で対戦した。レギュラーシーズンの対戦成績から、カナディアンズの圧勝に思われたが、ブルーインズは粘り強い戦いで第7戦まで持ち込み、この経験がチームに自信を持たせることになる。なお、主力センターの一人、バージェロン(Bergeron)は10月27日に壁際でフライヤーズのランディー・ジョーンズ (Randy Jones) に背後からチェックされ壁に激突、脳震盪で当該試合以降のシーズン全試合を欠場した。
2008-2009シーズン、ブルーインズはマイケル・ライダー (Michael Ryder) をカナディアンスから、ミネソタ大学でケセルとプレーしていたブレーク・ウィラー (Blake Wheeler) をから新人として獲得した。また、2月にはチームの要となるベテランフォワード、マーク・レッキ(Mark Recchi)をタンパから獲得した。この年のブルーインズは、チームが上手く機能し始めたこともあり予想を上回る成績を上げる。イースタンカンファレンス1位（116ポイント）でプレーオフに進み、プレーオフ1回戦はカナディアンズに4連勝でスウィープ勝ち、カンファレンス準決勝でカロライナ・ハリケーンズを迎えた。レギュラーシーズン負けていない相手（4回対戦して4勝）に対して楽勝に思われたシリーズだったが、1戦目に勝利した後3連敗を喫し、その後2連勝するも第7戦の延長戦でスコット・ウォーカー(Scott Walker)にゴールを決められてシーズン終了を迎えた。スコット・ウォーカーは第5戦でアーロン・ワード (Aaron Ward) の顔面を殴って退場しており(Game Misconduct)、ウォーカーに決勝ゴールを決められたことにブルーインズファンは大きく落胆した。なお、この年はゴールキーパーのティム・トーマス (Tim Thomas) が最高セーブ率、トーマスとマニー・フェルナンデス(Manny Fernandez)がWilliam Jenningトロフィー（最小被失点）、デイビット・クレイチ (David Krejci) がNHLプラスマイナスアワード、チャラがJames Norrisトロフィーにノミネートされるなど、ブルーインズの復活を印象づけるシーズンとなった。
2009-2010シーズンは前年の飛躍もあり、Stanley Cup獲得への期待が高まる中での開幕となった。オフシーズンには2010年1月1日にNHLの屋外ゲーム「ウィンタークラシック」がフェンウェイパークでフィラデルフィア・フライヤーズを迎えて開催されることが決まり、記者会見が行われた。契約交渉は、サラリーキャップの余裕をもたせるためアーロン・ワードをカロライナにトレードで放出、交換で獲得したパトリック・イーブス (Patrick Eaves) をウェイバー公示に入れてデトロイトに移籍させ、フリーエージェントだったディレック・モリス (Derek Morris) を獲得した。また、センターのスティーブ・ベイジェン (Steve Begin) と契約を結んだ。多くの主力選手が残る中、チームで最多得点を上げていたフィル・ケセルは残留に難色を示し、開幕直前にトロントにトレードで放出されることが決まった。ディフェンスを重視し、ケセルに自由を与えなかったジュリエンとの確執が原因と言われている。10月20日にはドラフト交渉権との交換でバッファローからダニエル・パイレ (Daniel Paille) を獲得した。フェンウェイパークでの屋外ゲームはボストン中が盛り上がる大きな注目を集め、序盤は1-0とリードされていたものの終盤にマーク・レッキのゴールで追いつき、マルコ・スターム(Marco Sturm)が延長でゴールを決めて勝利した。NHLの屋外ゲーム「ウィンタークラシック」を2007-08シーズンに始めて以来初めてホームチームが勝利した記念すべきゲームにもなった。ケセルを放出したこともあり、この年は攻撃力低下に悩まされた。守備面はティム・トーマス (Tim Thomas) が不調だったものの控えの若手テュカ・ラスク (Tuukka Rask) が大活躍し、リーグトップの防御率1.97、セーブ率93.1%という驚異的な数字でチームを支え、チームを6位でプレイオフに導いた。プレーオフでは1月に獲得したミノスラフ・サタン (Miroslav Šatan) の活躍もあってセイバースに第1ラウンドで勝利し、カンファレンス準決勝ではウィンタークラシックでも戦ったフライヤーズに3連勝し、誰もがカンファレンス決勝ラウンドへの進出を疑わなかった状況からまさかの4連敗を喫し、ブルーインズファンは大きく落胆した。攻撃の要だったクレイチとスタームのシリーズ途中での怪我による離脱がリズムを崩した結果となった。ブルーインズを破ったフライヤーズはリーグ優勝を果たし、スタンレーカップに進出している。この年はイースタンカンファレンスの上位チームが次々と敗れた波乱の年で、レギュラーシーズン7位のフライヤーズと8位のカナディエンズの組み合わせだった。
2010-2011シーズンは、39年ぶりにスタンレーカップをボストンに奪還した記念すべきシーズンとなった。ブルーインズは、ケセルを放出してトロントから獲得した上位のドラフト権でタイラー・セギン(Tyler Seguin)を獲得し、前年不調に終わった守備のワイドマンと交換でフロリダからグレゴリー・キャンベル (Greg Campbell) とネイサン・ホートン (Nathan Horton) をフロリダからトレードで獲得した。また、2月にはオタワからクリス・ケリー、アトランタからリック・パベリー (Rich Peverley) 、トロントからトーマス・カブレ (Tomas Kaberle) をトレードで獲得し、スタンレーカップを勝ち取るのに十分な厚みを持つチームが完成した。チームはゴールキーパーのトーマス、守備のチャラとサイデンバーグ（Seidenberg, フロリダから2010年3月に獲得）、守備のうまいバージェロンを基軸とした失点の少ないホッケーを展開。中でもオフシーズンの股関節手術で柔軟性が戻ったトーマスの復活は大きく、レギュラーシーズン・プレーオフともにリーグトップの防御率、セーブ率で大きな貢献した。攻撃面では主力のセンター、マーク・サバードが2度目の脳震盪でチームを離れるなどの波乱もあったものの、ホートン、ルチッチ、クレイチのトップラインとルーキーのブラッド・マーシャンド(Brad Marchand)、バージェロン、レッキのセカンドラインの活躍でリーグ上位の得点能力を持つチームに生まれ変わった。また、接戦を制する力を持ったチームで、プレーオフ第1ラウンドのモントリオール戦、カンファレンス決勝のタンパベイ戦、スタンレーカップファイナルのバンクーバー戦は全て第7戦まで縺れながら勝利した。2011年6月15日、ブルーインズはカナックスとのスタンレーカップファイナル第7戦を4-0で勝利し1972年以来のスタンレーカップ獲得を果たした。マーク・レッキはこの試合を最後に引退を表明し、43歳のベテランはNHLの舞台を優勝と共に後にした。